# Карл Хаґлунд
Карл Хаґлунд (фін. Carl Christoffer ”Calle” Haglund; нар. 29 березня 1979, Еспоо, Фінляндія) — фінський політик. Депутат Європарламенту (2009 — 2012), голова Шведської народної партії Фінляндії (2012 — 2016), міністр оборони Фінляндії (2012 — 2015). Депутат Парламенту Фінляндії (2015 — 2016).

## Життєпис
Міністр оборони Фінляндії, лідер Шведської народної партії, депутат Європарламенту.
Народився 29 березня 1979 в Еспоо (Фінляндія).
Має вищу економічну освіту.
З 2009 по 5 липня 2012 — депутат Європарламенту від Фінляндії.
У квітні 2012 заявив про намір балотуватися на пост голови Шведської народної партії на з'їзді в Кокколі і 10 червня на з'їзді партії, випередивши (144 голосами проти 106) Анну-Майю Генрикссон, був обраний новим лідером партії . У зв'язку з цим обранням було оголошено про заміну Хаґлундом попереднього голови партії, Стефана Валліна, на посту міністра оборони Фінляндії.
5 липня 2012 склав присягу і обійняв посаду міністра оборони Фінляндії, висловивши задоволення існуючим формулюванням урядової програми, відповідно до якої Фінляндія зберігає за собою опцію на вступ в НАТО, але не збирається подавати заявки на отримання членства протягом поточного урядового терміну. Особисто, як міністр, надає перевагу розвитку північного співробітництва.
У червні 2013 на черговому партійному з'їзді переобраний головою Шведської народної партії .
У червні 2015 переобраний знову, але в 2016 заявив про намір залишити посаду партійного лідера і сконцентруватися на родині таі діяльності в парламенті. За словами Хаґлунда, він втратив віру у раціональну політику.
У червні Хаґлунд оголосив, що покидає парламент і переходить на посаду заступника виконавчого директора великої біоенергетичної компанії Sunshine Kaidi New Energy Group і відповідатиме за інвестиційну стратегію компанії в Європі. Свої повноваження члена фінського парламенту Хаґлунд склав 31 липня 2016.

## Родина
Одружений. Має двох дітей.